# 刘汉章
刘汉章（1936年7月—2009年11月29日），中国企业家，全国劳动模范，曾任邯郸钢铁集团有限责任公司董事长兼总经理。第八、九届全国人民代表大会代表。